# Сборная Беларуси по теннису в Кубке Билли Джин Кинг
Сборная Беларуси по теннису в Кубке Федерации — официальный представитель Беларуси Кубке Федерации. Руководящий состав сборной определяется Белорусской теннисной федерацией.
В настоящее время команда участвует в турнире первой Мировой группы. В рейтинге Международной федерации тенниса по состоянию на 12 февраля 2018 года занимает 4-е место.
Капитаном команды является Татьяна Пучек (занимает этот пост с 2018 года).
Национальные цвета — красный верх и зелёный низ.

## История выступлений
Команда создана в 1994 году. До этого лучшие игроки сборной выступали в составе сборной СССР и СНГ.

## Рекордсмены команды
| Максимальное общее число побед               | 37-15 | Татьяна Пучек                 |
| Максимальное число побед в одиночных матчах  | 24-7  | Наталья Зверева               |
| Максимальное число побед в парных матчах     | 28-7  | Татьяна Пучек                 |
| Лучшая пара                                  | 7-0   | Дарья Кустова / Татьяна Пучек |
| Наибольшее число участий в матчевых встречах | 45    | Татьяна Пучек                 |
| Наибольшее число лет в турнире               | 15    | Татьяна Пучек                 |

## Последние 5 матчей сборной
| Год  | Стадия                     | Место                                           | Соперник   | Состав                                                                | Счёт |
| ---- | -------------------------- | ----------------------------------------------- | ---------- | --------------------------------------------------------------------- | ---- |
| 2016 | Мировая группа. Плей-офф   | МСА ОК «Лужники», Москва 16-17 апреля грунт (i) | Россия     | Виктория Азаренко Ольга Говорцова Александра Саснович Арина Соболенко | 3-2  |
| 2017 | Мировая группа. 1-й раунд  | «Чижовка-Арена», Минск 11-12 февраля хард (i)   | Нидерланды | Александра Саснович Арина Соболенко Ольга Говорцова Вера Лапко        | 4-1  |
| 2017 | Мировая группа. 1/2 финала | «Чижовка-Арена», Минск 22-23 апреля хард (i)    | Швейцария  | Александра Саснович Арина Соболенко Ольга Говорцова Вера Лапко        | 3-2  |
| 2017 | Мировая группа. Финал      | «Чижовка-Арена», Минск 11-12 ноября хард (i)    | США        | Арина Соболенко Александра Саснович Вера Лапко Лидия Морозова         | 2-3  |
| 2018 | Мировая группа. 1-й раунд  | «Чижовка-Арена», Минск 10-11 февраля хард (i)   | Германия   | Александра Саснович Арина Соболенко Вера Лапко Лидия Морозова         | 2-3  |